# Aurelio Chiesa
Aurelio Chiesa (* 24. April 1947 in Cesena) ist ein italienischer Filmregisseur und Drehbuchautor.

## Leben
Chiesa schloss in Philosophie ab und begann beim Film als Volontär für u. a. Pier Paolo Pasolini und Miklós Jancsó. In den 1970er Jahren folgten dann Aktivitäten für Theater und Fernsehen (Il palazzo delle delizie); 1980 führte er erstmals bei einem Kinofilm Regie (nach eigenem Drehbuch). 1987 folgte der Science-Fiction-Film Luci lontane.. Im Jahr darauf schrieb er ein Drehbuch für Enrico Oldoini.

## Filmografie
- 1980: Bim bum bam
- 1987: Distant Lights – Unheimliche Begegnung mit dem Jenseits (Luci lontane)